# Dendryphantes nobilis
Dendryphantes nobilis là một loài nhện trong họ Salticidae.
Loài này thuộc chi Dendryphantes. Dendryphantes nobilis được Carl Ludwig Koch miêu tả năm 1846.